# ألسويرث هوغلاند
ألسويرث هوغلاند (بالإنجليزية: Ellsworth Hoagland)‏ هو مونتير أمريكي، ولد في 30 مارس 1892 في ريد واك في الولايات المتحدة، وتوفي في 3 أغسطس 1972 في لوس أنجلوس في الولايات المتحدة.

## وصلات خارجية
- ألسويرث هوغلاند على موقع IMDb (الإنجليزية)
- ألسويرث هوغلاند على موقع ألو سيني (الفرنسية)
- ألسويرث هوغلاند على موقع أول موفي (الإنجليزية)
- ألسويرث هوغلاند على موقع قاعدة بيانات الأفلام السويدية (السويدية)
- ألسويرث هوغلاند على موقع قاعدة بيانات الفيلم (الإنجليزية)
- ألسويرث هوغلاند على موقع كينوبويسك (الروسية)